# グスタフ1世 (スウェーデン王)
グスタフ1世（スウェーデン語: Gustav I、グスタフ・エリクソン・ヴァーサ、スウェーデン語: Gustav Eriksson Vasa、 1496年5月12日 - 1560年9月29日）は、スウェーデン国王（在位：1523年6月6日 - 1560年9月29日）。ヴァーサ王朝の祖。

## 生涯
1509年から1514年にウプサラ大学に学び、1518年から翌年にかけてスウェーデン独立派の貴族としてデンマーク軍と戦って捕らえられる。1520年、ストックホルムでデンマーク王クリスチャン2世によるストックホルムの血浴が起こると、脱出してダーラナに帰り1521年にこの地方の農民を率いて反乱を起こし成功した。スウェーデンの摂政となることを宣言し、1523年、スウェーデン国会（Rikstag）によって国王に選出された。
1527年、ヴェステロースで開かれた国会において法律を定め「この国では簡素で真実なる神の御言葉のみを弘めるべき」とし、ルター派の教義を全面的に認め、スウェーデン教会がローマから分離するきっかけをつくった。ついで国土の26%を占めるカトリック教会の土地を没収し、国土の5%にすぎなかった王家の土地を拡大し財政基盤を改善した。行政改革を行い、ダーラナやスモーランドに起きた地方の反乱を厳しく鎮圧した。
グスタフ1世は宮廷が大陸風の華やかなスタイルをもつことを重要視し、この時代に聖書のスウェーデン語訳も完成し、宗教改革者ウーラウス・ペトリによって詩や神学の書物があらわれた。
1000スウェーデン・クローナ紙幣に肖像が描かれている。

## 子女
1531年、ザクセン＝ラウエンブルク公マグヌス1世の娘カタリーナと結婚。1子を儲けた。
- エリク14世（1533年 - 1577年） - スウェーデン王

1536年、マルガレータ・エリクスドッテルと再婚。10子を儲けた。
- ヨハン3世（1537年 - 1592年） - フィンランド公。1568年にスウェーデン王となる。
- カタリーナ（1539年 - 1610年） - 1559年にオストフリースラント伯エッツァルト2世と結婚
- セシリア（1540年 - 1627年） - 1564年にバーデン＝ローデマヒェルン辺境伯クリストフ2世と結婚
- マグヌス（1542年 - 1595年） - エステルイェートランド公。精神病を患った。
- カール（1544年、夭折）
- アンナ・マリア（1545年 - 1610年） - 1562年にプファルツ＝フェルデンツ公ゲオルク・ヨハン1世と結婚
- ステン（1546年 - 1547年）
- ソフィア（1547年 - 1611年） - 1568年にザクセン＝ラウエンブルク公マグヌス2世と結婚
- エリサベト（1549年 - 1597年） - 1581年にメクレンブルク公子クリストフと結婚
- カール9世（1550年 - 1611年） - スウェーデン摂政。1604年に王となる。

1552年、カタリーナ・ステンボックと3度目の結婚。子は無かった。